# Lorenzo Beci
Lorenzo Beci talvolta indicato anche come Becci, Berti, De Becis,  De Bezy, Berci o Bezzi (fl. XVI secolo) è stato un pittore italiano del periodo rinascimentale, attivo a Cremona.

## Biografia
Secondo alcune fonti sarebbe stato allievo di Galeazzo Campi. Non è chiaro se fosse imparentato con Zanino de Becis, anche lui pittore cremonese. Nella chiesa di San Pancrazio, Gabbioneta-Binanuova, si trovano due suoi dipinti ad olio su tavola provenienti da una ex chiesa di Binanuova.